# Parti communiste norvégien
Le Parti communiste norvégien (en norvégien : Norges Kommunistiske Parti, abrégé NKP) est un parti politique norvégien sans représentation parlementaire. Il a été créé en 1923, à la suite d'une scission avec le Parti travailliste. Il joua un rôle important dans la résistance lors de l'occupation nazie pendant la Seconde Guerre mondiale et connut une brève période de popularité électorale après la guerre. L'influence du parti diminua toutefois rapidement après le début de la guerre froide et le parti joue aujourd'hui un rôle mineur sur la scène politique norvégienne.

## Histoire

### Fondation du Parti communiste norvégien (NKP)
Le Parti travailliste norvégien, présidé par Martin Tranmæl, a rejoint l'Internationale communiste au moment de sa création. Le Parti travailliste n'est pourtant pas prêt du tout à se transformer en parti bolchévique, comme le demande l'Internationale. De plus, Tranmael est farouchement opposé à l'implication du Komintern dans les affaires internes du parti. Lors d'une conférence nationale tenue en novembre 1923, le parti travailliste décide de quitter l'Internationale.
Lors de cette conférence, les éléments pro-Komintern se réunissent pour constituer un nouveau parti, le Parti communiste norvégien. Il est fondé officiellement le 4 novembre 1923 et ses fondateurs proviennent principalement de l'organisation de jeunesse du Parti travailliste. Sous l'impulsion de ses dirigeants — Peder Furubotn, Eugene Olsen et Arvid Hansen — la majorité de l'organisation de jeunesse rejoint le Parti communiste.
Sverre Sjöstad devient le premier président du parti, Halvard Olsen vice-président et Peter Furubotn secrétaire général. Dès le 5 novembre, le premier numéro du Norges kommunistblad paraît, sous la direction d'Olav Scheflo.
Treize des parlementaires travaillistes rejoignent le Parti communiste, tout comme une grande partie des syndicats d'opposition travaillistes.

### De la fondation à la Seconde Guerre mondiale
La force politique du mouvement décroît durant cette période. Il ne peut en effet pas rivaliser avec le parti travailliste au sein du mouvement ouvrier. Lors des élections parlementaires de 1924, il obtient 59 401 voix (6,1 %), et obtient ainsi six sièges. En 1926, il n'obtient plus que 40 074 voix (4,02 %) et trois sièges. En 1930, il n'est plus du tout représenté au parlement en obtenant 20 351 voix (1,7 %). En 1936, il n'obtient plus que 4 376 voix (0,3 %). Il ne se présente toutefois que dans quelques districts.
Parallèlement à ce déclin électoral, le parti est ravagé par des querelles internes. Halvard Olsen et d'autres dirigeants syndicaux quittent le Parti dès 1924, pour protester contre la politique syndicale du parti. Sverre Sjöstad, le premier président du Parti, et ses successeurs quittent le Parti en 1927 pour prendre part à la réunification du Parti travailliste avec le Parti travailliste social-démocrate de Norvège. Emil Stang et Olav Scheflo quittent le Parti la même année, car ils refusent de s'opposer au gouvernement travailliste.
En 1927 toujours, un cercle d'intellectuels d'extrême gauche, le groupe Mot Dag, rejoint le Parti, mais le quitte l'année suivante lorsque le Parti adopte un tournant d'ultragauche.
Dans le même temps, les femmes du parti, se montrent critiques via la voix de la secrétaire aux femmes, Olga Andersen (en) qui reproche au Parti de violer les lignes directrices adoptées par la conférence des femmes en 1925, en n'inscrivant pas la question du travail des femmes à l'ordre du jour de la conférence nationale de 1929. Opposées au traitement inégal qui leur était réservé dans l'organe de presse du parti, Arbeidet, elles avaient déjà créé un journal traitant de leurs problèmes, Gnisten (en).

### La Seconde guerre mondiale
Lorsque la Seconde Guerre mondiale éclate, le Parti communiste souscrit au Pacte germano-soviétique entre l'Allemagne et l'Union soviétique, tandis que le gouvernement travailliste s'aligne sur le Royaume-Uni. Durant la guerre finno-soviétique, le Parti communiste soutient l'effort de guerre russe, tandis que les travaillistes soutiennent les Finlandais. Les relations entre le Parti communiste et le Parti travailliste atteignent alors un plancher historique.
Lorsque l'Allemagne envahit la Norvège en avril 1940, le journal du Parti Arbeideren proclame que la guerre est une guerre impérialiste, dont la responsabilité est également partagée entre l'Allemagne et les Alliés. Le Parti ne prend donc pas parti durant ce conflit, alors que le gouvernement travailliste s'exile. Des cellules locales du Parti commencent toutefois à se mobiliser dans des activités de résistance, sans le consentement du parti national.
En août 1940, le parti communiste est le premier parti politique norvégien à être interdit par les Nazis. La publication d'Arbeideren cesse et le parti devient clandestin. Il est cependant peu préparé à ce type d'activités.
Furutbotn commence alors à appeler à une résistance active du Parti communiste contre l'occupation. Le 31 décembre 1940, le Parti tient une conférence clandestine nationale qui adopte le principe de Furutbotn de politique de guerre active. Le Parti joue alors un rôle moteur dans le mouvement de résistance, organisant les sabotages et les activités de guérilla. Bien que les différents secteurs de la résistance montrent un front uni contre l'occupant, les relations entre le Parti communiste et les autres mouvements de résistance ne sont pas toujours au beaux fixe.

### Popularité d'après-guerre
Le Parti communiste norvégien profite d'un grand regain de popularité après la guerre en raison de son rôle dans la résistance. La libération du Finnmark, la province la plus septentrionale de la Norvège, par les troupes soviétiques contribue également à la popularité du parti.
Deux communistes entrent dans le gouvernement d'unité nationale formé après la guerre : Johan Strand Johansen et Kirsten Hansteen, qui devient la première ministre femme de Norvège. Le journal du parti, Friheten, tire à 100 000 exemplaires dans l'immédiat après-guerre. Des discussions ont même lieu pour réunifier le Parti travailliste et le Parti communiste. Des pourparlers de ce type avaient déjà eu lieu au camp de concentration de Grini, entre des dirigeants emprisonnés des deux partis. Furubotn refuse toutefois cette éventualité.
Lors des élections parlementaires de 1945, le Parti communiste atteint son sommet historique en réunissant 176 535 voix (11,89 %) et onze sièges au parlement. En 1946, Furubotn est élu secrétaire général du parti.

### Début de la guerre froide
La croissance du parti est toutefois brève. Après le début de la guerre froide, le gouvernement norvégien s'aligne sur les puissances occidentales. Lors des élections parlementaires de 1949, le Parti communiste n'obtient plus que 102 722 voix (5,83 %).
Le discours que le Premier ministre travailliste Einar Gerhardsen prononce à Kråkerøy en 1948 est souvent donné comme raison du déclin du Parti. Il intervient quatre jours après la mainmise des communistes sur la Tchécoslovaquie. Dans ce discours, Gerhardsen condamne les événements de Tchécoslovaquie et, surtout, avertit qu'il pourrait se produire la même chose en Norvège si le Parti communiste obtient trop de pouvoir. Ce discours marque le début d'une campagne contre le Parti et ses membres, dans le but de réduire son influence au sein du mouvement ouvrier.

### La grande purge
Au même moment, le Parti vit la crise interne la plus traumatisante de son histoire. En 1946, deux proches de Furubotn, Kjell Kviberg et Örnulf Egge, sont expulsés. En 1949, les ennemis de Furubotn au sein du Parti commencent une campagne pour l'expulser lui aussi.
Le 24 octobre 1949, le député Johan Strand Johansen déclare publiquement qu'une division existe au sein du parti lors d'un discours dans une section locale, à Malerne. Le 25 octobre 1949, les proches de Furubotn démissionnent de leurs postes dans le parti. Le 26 octobre 1949, ils sont expulsés, tout comme Furubotn lui-même. Le lendemain, dans l'éditorial de Friheten, ils sont accusés d'être trotskystes, bourgeois nationalistes et titistes.
Cet épisode contribue à l'isolement grandissant du Parti. L'expulsion de Furubotn, considéré comme un héros de la résistance est, sous bien des aspects, un suicide politique. De plus, la manière dont ces expulsions ont eu lieu contribue à donner au Parti communiste l'image d'un parti de conspiration.

### La guerre froide
Le Parti communiste a toujours été considéré comme très loyal à l'Union soviétique, bien qu'il ait pris de temps en temps des positions différentes de la ligne soviétique. Cela arrive notamment en 1968 lorsque le Parti condamne l'invasion soviétique de la Tchécoslovaquie. L'organe de jeunesse du parti, la Ligue des jeunes communistes (NKU), a l'habitude de suivre une ligne plus indépendante que le parti.
Lors des élections parlementaires de 1973, le Parti forme une alliance avec le Parti socialiste du peuple et d'autres groupes d'extrême gauche, sous le nom de Ligue électorale socialiste. Son chef, Reidar Larsen, est élu au parlement.
En 1975, la Ligue électorale socialiste devient le Parti socialiste de gauche. Le Parti communiste, qui a participé aux travaux de formation, refuse au dernier moment d'y adhérer. Lors du congrès de 1975, 113 délégués décident de conserver un parti indépendant, alors que 30 délégués choisissent la fusion. Martin Gunnar Knutsen remplace Larsen à la présidence du Parti. Après le congrès, Larsen et d'autres membres du Parti communiste rejoignent le Parti socialiste de gauche.
Après la prise du pouvoir de Mikhaïl Gorbatchev en Union soviétique et le début des réformes, le Parti communiste norvégien commence à revoir sa vision de l'histoire soviétique. Le Parti commence à se distancier des pratiques non-démocratiques du bloc de l'Est et à se prononcer pour un communisme plus doux. À partir du début des années 1990, le terme de « socialisme démocratique » apparaît souvent dans les publications du parti. En 1991, le parti proteste contre la tentative de coup d'État de la vieille garde soviétique contre Gorbatchev.

### Après la chute du bloc socialiste
De nouvelles tendances au regroupement des forces d'extrême gauche se font sentir lors de la chute du bloc socialiste. En 1989, le Parti communiste, le Parti communiste des travailleurs, l'Alliance électorale rouge et les Socialistes indépendants joignent leurs forces pour former les Listes de comté pour l'environnement et la solidarité (Fylkeslistene for miljø og solidaritet). Au début des années 1990, le Parti fait à nouveau des listes communes avec l'Alliance électorale rouge en certains endroits. Cette politique d'unité est abandonnée au milieu des années 1990.
Aujourd'hui, le Parti reconnaît explicitement que l'Union soviétique représentait une violation des principes démocratiques et que le Parti doit prendre ses responsabilités pour son manque d'esprit critique vis-à-vis de ces problèmes. Il voit en revanche toujours ces pays comme des exemples de socialisme et de progrès en comparaison avec les régimes qui y préexistaient.
Même si le Parti a survécu à la chute de l'Union soviétique, les disputes internes et les problèmes de recrutement chez les jeunes le marginalisent encore davantage. Au début des années, le Parti a essayé de remédier à ces problèmes en élisant des jeunes à des positions à responsabilités, mais l'effet escompté sur le recrutement n'a pas eu lieu. Aujourd'hui, ce sont à nouveau des personnes qui ont adhéré durant la guerre froide qui gouvernent le parti.

## Situation actuelle
Le Parti a remporté trois sièges lors des élections municipales de 2003, deux à Åsnes et un à Vadsø. En outre, un membre du Parti communiste a été élu à Porsgrunn sur les listes de l'Alliance électorale rouge. La section d'Åsnes, qui était de loin la plus forte du parti, l'a quitté en 2004 pour former le parti des Socialistes radicaux, en raison de divergences sur plusieurs points (religion, Staline, collaboration avec d'autres partis).
Lors des élections nationales de 2005, le parti a obtenu 1 070 voix, soit 0,04 % des voix. Lors des élections législatives de 2009 le parti a obtenu 697 votes soit 0,026 % des voix.